# Avram Iancu (okręg Bihor)
Avram Iancu – wieś w Rumunii, w okręgu Bihor, w gminie Avram Iancu. W 2011 roku liczyła 1920
mieszkańców.